# Culebra-Amazone
Die Culebra-Amazone (Amazona vittata gracilipes) ist eine ausgestorbene Unterart der Puerto-Rico-Amazone (Amazona vittata). Sie war auf der Insel Culebra endemisch.

## Merkmale
Die Culebra-Amazone war mit 25 Zentimetern kleiner als die Puerto-Rico-Amazone. Die Flügellänge betrug 175 mm, die Schwanzlänge 95 mm, die Schnabelfirstlänge 26,5 mm und die Tarsuslänge 21 mm. Das Gefieder war überwiegend smaragdgrün. Die Federn waren schwarz gesäumt. Auf der Stirn verlief eine schmale rubinrote Binde. Die großen Handdecken, die Eckflügel und die Außenfahnen der Schwingen waren hellblau. Die Schwanzfedern zeigten rote Innenfahnen und waren goldgelb gesäumt. Die äußersten Schwanzfedern waren an der Außenfahne blau. Die Beine waren heller und dünner und die Füße waren kleiner als bei der Nominatform. Um die Iris verlief ein weißer Augenring.

## Aussterben
Der Letztnachweis der Culebra-Amazone war im Jahre 1899, als der Zoologe Arthur Benoni Baker drei Exemplare sammelte. Bei einer Expedition im Jahre 1912 fand der Ornithologe Alexander Wetmore bereits kein Exemplar mehr vor. Als Hauptursache für ihr Aussterben gelten Lebensraumzerstörung, der Abschuss zu Nahrungszwecken, die Verfolgung als vermeintlicher Schädling in den Bananenplantagen sowie der Fang von Käfigvögeln.